# Hemistola claripennis
Hemistola claripennis är en fjärilsart som beskrevs av Butler 1878. Hemistola claripennis ingår i släktet Hemistola och familjen mätare. Inga underarter finns listade i Catalogue of Life.